# Lianna Haroutounian
Lianna Haroutounian, en armeni Լիաննա Հարությունյան, AFI [liánna haɾutuɲán] nascuda a Metsamor
 és una soprano armènia resident a França.

## Biografia
Nascuda a Armènia, va estudiar piano i cant al Conservatori Komitas d'Erevanon obtingué el seu diploma d'estudis superiors de cant en la classe de Serguei Danelian. Al mateix lloc, va conèixer el seu futur marit, el baríton Armen Karapetyan amb qui actuava sovint en representacions estudiantils.
Admesa al Centre de Formació Lírica de l'Opéra Bastille, va perfeccionar notablement la seva tècnica amb Janine Reiss, James Vaughan, Robert Kettelson i participà en classes magistrals amb Christa Ludwig, Renata Scotto, Luigi Alva, Yvonne Minton i Ievgueni Nesterenko.

## Carrera
El 2009 debutà com a Marguerite de Faust a Massy (Essonne).
El 2012 fou Mimì de La bohème a Tours i Violetta de La traviata a Sanxay.
El 2013 fou Elena a I vespri siciliani a Atenes, Hélène a Les vêpres siciliennes dirigida per John Mauceri, amb Gregory Kunde en el debut a Bilbao, Amelia de Simon Boccanegra a Tours. Tanmateix, Haroutounian va aconseguir reconeixement internacional aquell mateix any, quan va substituir una col·lega malalta en el paper d'Elisabetta a l'òpera Don Carlo de Verdi (Royal Opera House, sota la direcció de Sir Antonio Pappano). Després del seu èxit instantani com a Elisabetta, la Royal Opera House la va convidar a interpretar el paper d'Hélène en la nova producció de Stefan Herheim de Les vêpres siciliennes.
El 2014 feu d'Elisabetta a Don Carlo, dirigida per Fabio Luisi a l'Òpera de Zúric i a Verbier dirigida per Daniel Harding, de Desdemona a Otello, dirigida per Nicola Luisotti, amb Marco Berti i Roberto Frontali al Teatro San Carlo de Nàpols (funció retransmesa per la Rai 5); fou la protagonista de Tosca, sota la direcció de Riccardo Frizza, en el seu debut a l'Òpera de San Franciscoi feu de Leonora a Il trovatore, dirigida per Luisotti, amb Berti, a Nàpols.
El 2015 debutà a la Metropolitan Opera House de Nova York com a Elisabetta a Don Carlo dirigida per Yannick Nézet-Séguin amb Ferruccio Furlanetto, Luca Salsi i James Morris; a Bilbao fou Desdemona a Otello, dirigida per Riccardo Frizza, amb Marco Berti i a Londres Mimì a La bohème amb Piotr Beczała.
El 2016 interpretà Cio-Cio-San (Madama Butterfly) al Concertgebouw d'Amsterdam amb Marie-Nicole Lemieux i Angelo Veccia i a San Francisco fou la protagonista d'Adriana Lecouvreur amb Daniela Barcellona i Carlo Cigni; al Théâtre de la Monnaie de Brussel·les amb Roberto Frontali; Amelia a Simon Boccanegra dirigida per James Levine amb Plácido Domingo, Ferruccio Furlanetto i Joseph Calleja al Metropolitan, Mimì a La bohème dirigida per Andrea Molino amb Gianluca Terranova a Melbourne, Leonora a Il trovatore dirigida per Gianandrea Noseda, amb Francesco Meli a Londres, i Desdemona a Otello dirigida per Renato Palumbo a Madrid. També va interpretar aquest personatge a l'Òpera de Sydney(dirigida per Christian Badea); fou Elisabeth de Valois (Don Carlo) al Festival de Verbier (dirigida per Daniel Harding) entre d'altres.
La temporada 2018-2019 va debutar, amb gran èxit, al Gran Teatre del Liceu de Barcelona, interpretant altre cop Cio-Cio-San (Madama Butterfly)al costat de Jorge de León, Damián del Castillo i Ana Ibarra.